# Aptinus creticus
Aptinus creticus é uma espécie de carabídeo da tribo Brachinini, com distribuição restrita ao sudeste da Europa.

## Distribuição
A espécie tem distribuição na Grécia, e Turquia.